# Somalarthrocera
Somalarthrocera là một chi bọ cánh cứng trong họ Meloidae.
Chi này được miêu tả khoa học năm 2008 bởi Turco & Bologna.

## Các loài
Các loài trong chi này gồm:
- Somalarthrocera savanicola Turco & Bologna, 2008
- Somalarthrocera semirufa (Fairmaire in Revoil, 1882)